# Hubert Deltour
Hubert Deltour (né le 23 mars 1911 à Wandre et mort le 20 décembre 1993 à Liège) est un coureur cycliste belge, professionnel de 1936 à 1947.

## Palmarès
- 1936
  - 8e étape du Tour de Belgique indépendants
  - 2e et 3e étapes du Circuit de l'Ouest
  - Grand Prix de Hesbaye
  - 3e du Tour de Belgique indépendants
- 1937
  - 2e de Paris-Saint-Étienne
  - 2e du Tour des Flandres
- 1938
  - 1re, 3e et 11e étapes du Giro delle Tre Mari
  - 4e étape du Tour de Luxembourg
  - 2e du championnat de Belgique sur route
  - 3e du Tour de Luxembourg
- 1941
  - 2e du Tour d'Hesbaye
- 1942
  - 3e du Critérium de la route
- 1946
  - 2e du Grand Prix de la Famenne

## Résultats sur les grands tours

### Tour de France
- 1937 : non-partant 17e étape secteur a